# Traupitz

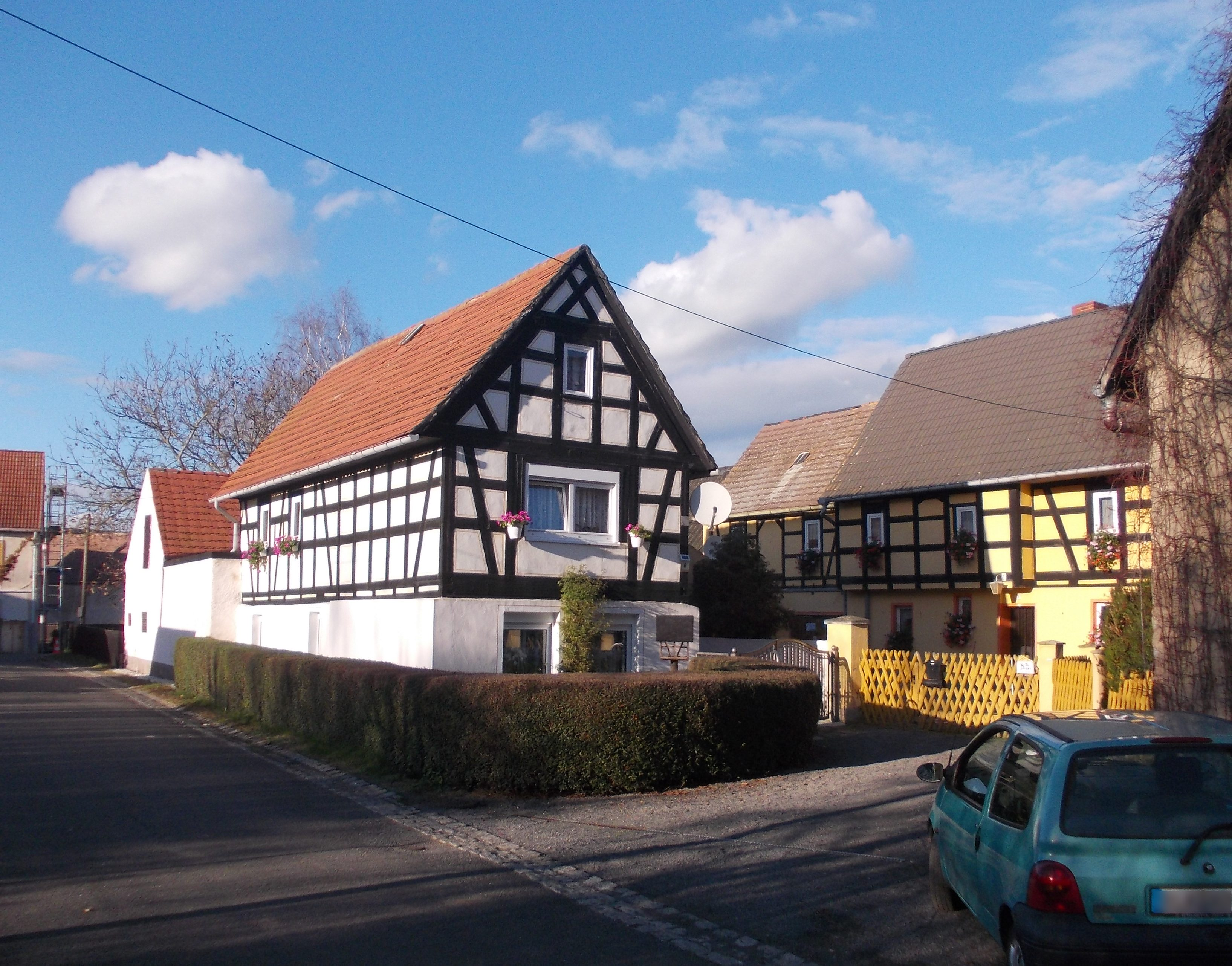
Fachwerkhäuser an der Traupitzer Dorfstraße (2014)

Traupitz ist seit 1950 ein Ortsteil der Ortschaft Könderitz, die zur Gemeinde Elsteraue im Burgenlandkreis des Landes Sachsen-Anhalt gehört.

## Geographische Lage
Traupitz liegt unweit der Landesgrenze zwischen Sachsen-Anhalt und Sachsen, zwischen Groitzsch und Zeitz, unweit der Weißen Elster. Durch den Ort fließt die Rietzschke, die in die Schwennigke mündet.
Auf den um Traupitz gelegenen fruchtbaren Böden wird seit Jahrhunderten Ackerbau betrieben. Sehr große Felder und Wiesen beherrschen diese Gegend, die geprägt ist von den flachen Landschaftsformen, wie sie in der Norddeutschen Tiefebene vorherrschend sind. Hier geht die Ebene allmählich zur Mittelgebirgsschwelle über, was an leichten Hügeln in der Umgebung erkennbar ist.
Die L 193 führt als Traupitzer Straße durch den Ort.

## Geschichte
Die zweite Silbe des Namens des Ortsteils -itz ist eine Ortsnamenendung mit slawischem Ursprung. In der Umgebung gibt es mit Wadewitz usw. weitere Orte slawischen Ursprungs.
Traupitz unterstand mehreren Herren. Ein Teil des Ortes gehörte zum Amt Zeitz im früheren Bistum Naumburg, aus dem das Hochstift Naumburg-Zeitz hervorging. 1657 gelangte Traupitz an das Sekundogeniturfürstentum Sachsen-Zeitz, zu dem es bis zu dessen Auflösung im Jahre 1718 gehörte. Dann fiel es an das Kurfürstentum Sachsen zurück, das 1806 in ein Königreich umgewandelt wurde. Durch die Beschlüsse des Wiener Kongresses gelangte Traupitz an das neugebildete Herzogtum Sachsen im Königreich Preußen und wurde in den Regierungsbezirk Merseburg integriert. Zuständig für die lokale Verwaltung war der Landkreis Zeitz.
Die bis dahin selbständige Gemeinde Traupitz wurde am 1. Juli 1950 ein Ortsteil der Gemeinde Könderitz.
Eingepfarrt war Traupitz nach Auligk. Dem dortigen Oberhof Auligk unterstand auch ein Teil von Traupitz, während ein anderer Teil zum Rittergut Etzoldshain und wiederum ein weiterer Teil von Traupitz dem Rittergut Wuiz unterstand.